# Martin Ermacora
Martin Ermacora (Natters, 11 de abril de 1994) é um jogador de vôlei de praia austríaco.

## Carreira
O início no voleibol indoor  já defendia as cores do Hypo Tirol Volleyballteam na posição de oposto na temporada 2013-14, e já era praticante do vôlei de praia.
Em 2011 já competia nas areias ao lado de Benedikt Kattner quando finalizaram na quinta posição no Campeonato Europeu Sub-18 em Vilnius e participou em 2012 da edição do Mundial Sub-19 em Lárnaca, ao lado de Lukas Stranger, quando terminaram na quarta colocação; neste mesmo ano ao lado de  Anton Menner terminou em décimo terceiro lugar no Campeonato Europeu Sub-20 em Hartberg.
Esteve ao lado de Lukas Stranger na edição do Mundial Sub-21 em Lárnaca e finalizaram na nona posição.
Em 2015 inicia a temporada do circuito nacional com Moritz Pristauz alcançando a nona posição no Aberto de Xiamen, e disputaram a edição do Campeonato Europeu Sub-22 realizado em Macedo de Cavaleiros obtendo o quinto lugar.Em 2016 atuou no cenário nacional também com Tobias Winter e Helmut Moser.
Na temporada de 2016 competiu no Circuito Mundial com Moritz Pristauza e alcançou o décimo sétimo posto no Circuito Europeu em Jūrmala, ainda obtiveram a nona posição na edição do Campeonato Mundial de Vôlei de Praia de 2016 em Lucerna.
Na jornada de 2017 do circuito mundial, esteve com Moritz Pristauza no torneio uma estrela em Xiamen alcançando a quinta posição em Langkawi.Em 2018 permaneceu juntos e o mesmo ocorreu no ano seguinte quando sagraram-se medalhista de bronze na edição do Campeonato Europeu  sediado em Moscou.Em 2019 foram vice-campeões do torneio tres estrela de Qinzhou.Em 2020 e 2021 permanecendo a mesma composição de dupla, conquistou o quarto lugar no I evento realizado em Cancun em 2021.

## Títulos e resultados
- Future de Baden do Circuito Mundial de Vôlei de Praia de 2023